# Elezioni parlamentari tedesche del 1884

I risultati dell'elezione del Reichstag secondo le circoscrizioni elettorali.

Con le elezioni parlamentari che si svolsero il 28 ottobre 1884 sono stati eletti i membri del VI Reichstag dell'Impero di Germania.
La campagna elettorale fu segnata dall'inizio della politica coloniale, che trovò l'appoggio del cancelliere Otto von Bismarck, dei conservatori e del NLP.
Nonostante la popolarità della politica coloniale, il DKP ridusse il numero di consensi, a differenza del NLP che, però, non ottenne un corrispondente incremento dei seggi.
Nell'area liberale di sinistra il DtVP insieme al Partito Liberale Tedesco (DFP), frutto dell'unione tra il Partito del Progresso Tedesco, di sinistra, e la moderata Unione Liberale, raggiunse solo 74 seggi a fronte dei 115 della tornata precedente, a causa, tra l'altro, dell'atteggiamento piuttosto scettico rispetto alla politica coloniale.
I socialisti ed i socialdemocratici, benché avversati dal governo, riuscirono a raddoppiare il loro numero di seggi: da 12 a 24, mentre il Zentrum rimase costante sia nel numero di voti che nel numero di seggi, così da rimanere la forza politica più forte del Reichstag.
In queste elezioni il sistema maggioritario in vigore iniziò a distorcere notevolmente il voto, a causa del non adeguamento dei collegi alla popolazione residente dal 1871. La migrazione dalle campagne aveva reso, infatti, sotto-rappresentate le città. Esempi di quanto affermato sono i risultati del DFP che, benché abbia ottenuto il 17,6% dei voti, occupò solo 67 seggi (16,9%), mentre il DKP, a fronte del 15,2% dei voti, ottenne 78 seggi (19,6%). Altro esempio sono i socialdemocratici che ottennero il 9,7% dei voti, ma solo 24 seggi (6,0%), mentre il DRP a fronte del 6,9% dei voti ha raggiunto il 7,1% dei seggi (28).
L'affluenza fu del 60,6%, 3,7 punti in più rispetto alle elezioni del 1881.

## Risultati
| Orientamento politico        | Orientamento politico        | Partiti                                              | Partiti | Voti       | Voti   | Voti      | Seggi | Seggi  | Seggi           |
| ---------------------------- | ---------------------------- | ---------------------------------------------------- | ------- | ---------- | ------ | --------- | ----- | ------ | --------------- |
| Orientamento politico        | Orientamento politico        | Partiti                                              | Partiti | in Milioni | %      | Dif. 1881 | Seggi | %      | Differenza 1881 |
| Conservatori                 | Conservatori                 | Partito Conservatore Tedesco (DKP)                   |         | 0,861      | 15,2 % | −1,1 %    | 78    | 19,6 % | +22             |
| Conservatori                 | Conservatori                 | Partito del Reich tedesco (DRP)                      |         | 0,388      | 6,9 %  | −0,6 %    | 28    | 7,1 %  | ±0              |
| Liberali                     | Destra-                      | Partito Nazionale Liberale (NLP)                     |         | 0,997      | 17,6 % | +5,0 %    | 51    | 12,8 % | +5              |
| Liberali                     | Sinistra-                    | Partito Liberale Tedesco (DFP)                       |         | 0,997      | 17,6 % | −3,2 %    | 67    | 16,9 % | −39             |
| Liberali                     | Sinistra-                    | Partito Popolare Tedesco (DtVP)                      |         | 0,096      | 1,7 %  | −0,3 %    | 7     | 1,8 %  | −2              |
| Cattolici                    | Cattolici                    | Partito di Centro Tedesco (Zentrum)                  |         | 1,282      | 22,6 % | −0,6 %    | 99    | 24,9 % | −1              |
| Socialisti                   | Socialisti                   | Partito Socialista dei Lavoratori di Germania (SAPD) |         | 0,550      | 9,7 %  | +3,6 %    | 24    | 6,0 %  | +12             |
| Partiti regionali, minoranze | Partiti regionali, minoranze | Partito Tedesco di Hannover (DHP)                    |         | 0,096      | 1,7 %  | −0,1 %    | 11    | 2,8 %  | +1              |
| Partiti regionali, minoranze | Partiti regionali, minoranze | Polacchi                                             |         | 0,203      | 3,6 %  | −0,2 %    | 16    | 4,0 %  | −2              |
| Partiti regionali, minoranze | Partiti regionali, minoranze | Danesi                                               |         | 0,014      | 0,3 %  | ±0,0 %    | 1     | 0,3 %  | −1              |
| Partiti regionali, minoranze | Partiti regionali, minoranze | Alsaziani e Loreni                                   |         | 0,166      | 2,9 %  | -0,1 %    | 15    | 3,8 %  | ±0              |
|                              |                              | Altri                                                |         | 0,013      | 0,2 %  | −0,1 %    | -     | -      | ±0              |
| Totale                       | Totale                       | Totale                                               | Totale  | 5,663      | 100 %  |           | 397   | 100 %  |                 |

## I gruppi del VIReichstags
Nel VI Reichstag diversi parlamentari non aderirono ad alcun gruppo partitico. Dieci del DHP si iscrissero al gruppo del Partito di Centro. Infine si ricorda che in cinque casi gli eletti ottennero un doppio mandato, ma potendo accettare solo il mandato di una circoscrizione elettorale il Reichstag ebbe solo 392 membri all'inizio della legislatura. Pertanto i gruppi all'inizio della legislatura erano così composti:
| Centrista                | 109 |
| Conservatore             | 76  |
| Partito Liberale Tedesco | 61  |
| Nazional-Liberale        | 50  |
| Liberal-Conservatore     | 28  |
| Socialdemocratico        | 22  |
| Polacchi                 | 16  |
| Partito Popolare Tedesco | 7   |
| Indipendenti             | 23  |

Durante il resto della legislatura, la forza dei singoli gruppi politici è cambiata più volte a causa delle elezioni suppletive e dei cambiamenti nei gruppi parlamentari.